# Lutjanus goldiei
Lutjanus goldiei är en fiskart som först beskrevs av Macleay 1882.  Lutjanus goldiei ingår i släktet Lutjanus och familjen Lutjanidae. Inga underarter finns listade i Catalogue of Life.